# Hvis lyset tar oss
Hvis lyset tar oss (în română Dacă lumina ne ia) este cel de-al treilea album realizat de către Burzum. A fost înregistrat în septembrie 1992 și lansat în mai 1994, cu toate că din unele surse (inclusiv site-ul oficial) reiese că ar fi fost lansat cu o lună mai devreme, adică în aprilie. 
Coperta este pictura Fattigmannen (1895) realizată de pictorul norvegian, Theodor Kittelsen.
Inițial ultima piesă era "Et hvitt lys over skogen" (în română "O lumină albă deasupra pădurii"), dar a fost înlocuită înaintea lansării cu "Tomhet".
Revista Terrorizer a inclus Hvis lyset tar oss în lista "Cele mai importante 100 de albume ale anilor '90".

## Lista pieselor
1. "Det som en gang var" (Ce a fost odată) - 14:21
2. "Hvis lyset tar oss" (Dacă lumina ne ia) - 08:05
3. "Inn i slottet fra drømmen" (În castelul din vis) - 07:52
4. "Tomhet" (Goliciune) - 14:12

## Personal
- Varg Vikernes - Vocal, toate instrumentele